# ایزو ۳۱۶۶
ایزو ۳۱۶۶ استانداردی است که توسط سازمان بین‌المللی استانداردسازی تدوین شده‌است. هدف این استاندارد تخصیص کدی منحصربه‌فرد به هر کشور، مناطق جغرافیایی مهم و زیرمجموعه‌های آن‌ها (مانند استان و ایالت) است.

## زیرمجموعه‌ها
استاندارد ایزو ۳۱۶۶ دارای سه زیرمجموعه است:
- ایزو ۳۱۶۶–۱ که در سال ۲۰۰۶ تدوین شده و برای نام‌گذاری کشورها به کار می‌رود. این استاندارد شامل سه بخش است:
  - ایزو ۳۱۶۶–۱ آلفا-۲ - کد دو حرفی کشور، این کد به صورت گسترده استفاده می‌شود و مهم‌ترین استفاده آن در دامنه سطح‌بالای کد کشوری در اینترنت است.
  - ایزو ۳۱۶۶–۱ آلفا-۳ - کد سه حرفی کشور، این کد نحوه نمایش بهتری از نام کشور را نسبت به کد دو حرفی امکان‌پذیر می‌کند.
  - ایزو ۳۱۶۶–۱ عددی - کد سه رقمی، این کد توسط بخش آمار سازمان ملل متحد (USND) به صورت استاندارد و مستقل از نوشتار ایجاد شده و به همین دلیل برای استفاده در نوشتارهای غیرلاتین مناسبتر است.
- ایزو ۳۱۶۶–۲ در سال ۲۰۰۷ تدوین شده و برای نام‌گذاری زیر بخش‌های (مانند استان و ایالت) کشورها که در ایزو ۳۱۶۶–۱ معرفی شده‌اند به کار می‌رود.
- ایزو ۳۱۶۶–۳ در سال ۱۹۹۹ تدوین شده و کدهایی برای نام‌های رسمی کشورهایی که از زمان تدوین ایزو ۳۱۶۶–۱ حذف شده‌اند تدوین کرده‌است.